# Uvarovitettix gibberosa
Uvarovitettix gibberosa är en insektsart som först beskrevs av Wang, Yuwen och Z. Zheng 1993.  Uvarovitettix gibberosa ingår i släktet Uvarovitettix och familjen torngräshoppor. Inga underarter finns listade i Catalogue of Life.